# Gerichtsbezirk Cherso
Der Gerichtsbezirk Cherso (italienisch: distretto giudiziario Cherso; slowenisch: občina židovska Cres, kroatisch: kotarsko satničtvo Cres) war ein dem Bezirksgericht Cherso unterstehender Gerichtsbezirk in der Markgrafschaft Istrien.
Der Gerichtsbezirk umfasste die Insel Cres. Nach dem Ersten Weltkrieg musste Österreich den gesamten Gerichtsbezirk an Italien abtreten, nach dem Zweiten Weltkrieg gelangte das Gebiet an Jugoslawien (Sozialistische Föderative Republik Jugoslawien) und ist heute Teil der Gespanschaft Primorje-Gorski kotar in der Republik Kroatien.

## Geschichte
Um 1850 wurde in Istrien so wie im gesamten Kaisertum Österreich die ursprüngliche Patrimonialgerichtsbarkeit aufgelöst. In der Folge wurde unter anderen der Gerichtsbezirk Cherso geschaffen. Der Gerichtsbezirk unterstand dem für die gesamte Grafschaft zuständigen Landesgericht Rovigno, das wiederum dem Oberlandesgericht Triest, das am 1. Mai 1850 seine Tätigkeit aufnahm, unterstellt war.
Auch nachdem Istrien bzw. Triest sowie Görz und Gradisca vom ursprünglichen Kronland Küstenland ihre Selbständigkeit als Kronland erlangten, blieb das Oberlandesgericht Triest die oberste Instanz für den Gerichtsbezirk Cherso.
Der Gerichtsbezirk Cherso bildete im Zuge der Trennung der politischen von der judikativen Verwaltung
ab 1868 gemeinsam mit den Gerichtsbezirken Lussin (Lošinj) und Veglia (Krk) den Bezirk Lussin.
Der Gerichtsbezirk Cherso wies 1869 eine Bevölkerung von 7590 Personen auf.
Per 1. Dezember 1905 wurde jedoch Gerichtsbezirk Veglia vom Bezirk Lussin abgespalten und zu einem eigenständigen Bezirk erhoben.
Bis 1910 wuchs die Einwohnerzahl auf 8162 an, davon hatten 5708 Personen Kroatisch (69,9 %) als Umgangssprache angegeben, 2296 sprachen Italienisch (28,1 %), 6 Slowenisch (0,1 %) und 4 Deutsch (0,1 %). Der Bezirk umfasste zuletzt eine Fläche von 336,10 km² bzw. eine Gemeinde.
Durch die Grenzbestimmungen des am 10. September 1919 abgeschlossenen Vertrages von Saint-Germain wurde der Gerichtsbezirk Cherso zur Gänze Italien zugeschlagen. Nach dem Zweiten Weltkrieg wurde das Gebiet Teil des sozialistischen zweiten Jugoslawien und ist seit 1991 Teil der Republik Kroatien (Gespanschaft Primorje-Gorski kotar).
| Jahr | Ein- wohner | Deutsch- sprachige | Italienisch- sprachige | Slowenisch- sprachige | Kroatisch- sprachige |
| ---- | ----------- | ------------------ | ---------------------- | --------------------- | -------------------- |
| 1869 | 7.590       |                    |                        |                       |                      |
| 1880 | 7.910       | 4                  | 2.270                  | 4                     | 5.493                |
| 1890 | 8.280       | 11                 | 2.156                  | 1                     | 5.989                |
| 1910 | 8.162       | 4                  | 2.296                  | 6                     | 5.708                |

## Gerichtssprengel
Der Gerichtsbezirk Cherso umfasste Ende Februar 1918 die Gemeinde Cherso (Cres).